# Eber Aquino

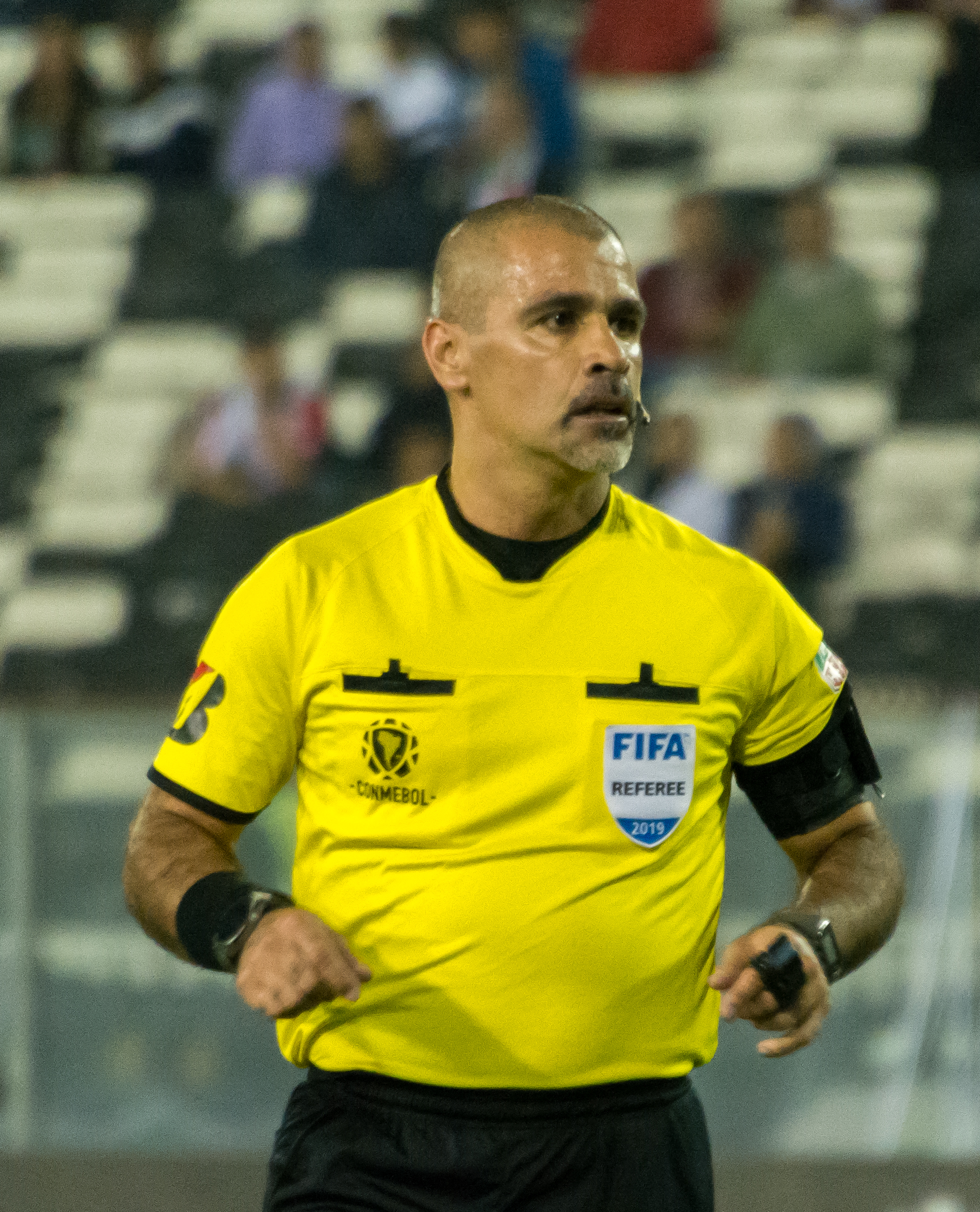
Eber Aquino (2019)

Eber Aquino Gaona (* 22. August 1979 in Fernando de la Mora), auch Éber Aquino Gaona, ist ein paraguayischer Fußballschiedsrichter.
Aquino leitet seit 2010 Spiele in der paraguayischen Primera División. Bislang hatte er bereits über 180 Einsätze.
Seit 2016 steht er auf der Liste der FIFA-Schiedsrichter und leitet internationale Fußballspiele. Seit 2016 leitet er Spiele in der Copa Sudamericana, seit 2017 in der Copa Libertadores.
Bei der Copa América 2021 in Brasilien leitete Aquino ein Spiel in der Gruppenphase.